# Hydropsyche fumata
Hydropsyche fumata is een schietmot uit de familie Hydropsychidae. De soort komt voor in het Palearctisch gebied.